# Trafford
Trafford, officiellt Metropolitan Borough of Trafford,  är ett storstadsdistrikt (kommun) i Greater Manchester i England,  Storbritannien. Distriktet har 236 301 invånare (2022). 
Större orter är Altrincham, Hale, Sale, Stretford, Timperley och Urmston.
Större delen av Trafford är unparished area, men det finns fyra civil parishes: Carrington, Dunham Massey,  Partington och Warburton. 